# Andrea Grassi
Andrea Grassi (27 febbraio 1992) è un hockeista su ghiaccio svizzero che gioca, dalla stagione 2009-2010, nella Lega Nazionale A con l'HC Lugano, per la stagione 2011-2012 è stato prestato allEHC Basel.

## Statistiche
Statistiche aggiornate a settembre 2011.

### Club
| Stagione  | Squadra    | Stagione regolare | Stagione regolare | Stagione regolare | Stagione regolare | Stagione regolare | Stagione regolare | Playoff | Playoff | Playoff | Playoff | Playoff |
| Stagione  | Squadra    | Lega              | P                 | G                 | A                 | Pt                | PIM               | P       | G       | A       | Pt      | PIM     |
| --------- | ---------- | ----------------- | ----------------- | ----------------- | ----------------- | ----------------- | ----------------- | ------- | ------- | ------- | ------- | ------- |
| 2007-2008 | Lugano U20 | Elite Jr. A       | 3                 | 0                 | 0                 | 0                 | 0                 | -       | -       | -       | -       | -       |
|           |            | Playout           | 4                 | 1                 | 0                 | 1                 | 2                 | -       | -       | -       | -       | -       |
|           | Lugano U17 | Elite Novizen     | 22                | 8                 | 10                | 18                | 42                | -       | -       | -       | -       | -       |
|           |            | Playout           | 16                | 9                 | 5                 | 14                | 16                | -       | -       | -       | -       | -       |
| 2008-2009 | Lugano U20 | Elite Jr. A       | 15                | 2                 | 4                 | 6                 | 20                | -       | -       | -       | -       | -       |
|           |            | Playout           | 5                 | 1                 | 0                 | 1                 | 6                 | -       | -       | -       | -       | -       |
|           | Lugano U17 | Elite Novizen     | 31                | 15                | 21                | 36                | 46                | 4       | 2       | 2       | 4       | 10      |
| 2009-2010 | Lugano     | NLA               | 4                 | 0                 | 0                 | 0                 | 2                 |         |         |         |         |         |
|           | Lugano U20 | Elite Jr. A       | 29                | 13                | 13                | 26                | 22                |         |         |         |         |         |
|           | Ceresio    | Switzerland3      | 6                 | 0                 | 0                 | 0                 | 0                 |         |         |         |         |         |
| 2010-2011 | Lugano     | NLA               | 26                | 2                 | 0                 | 2                 | 4                 | -       | -       | -       | -       | -       |
|           |            | Playout           | 2                 | 0                 | 0                 | 0                 | 0                 | -       | -       | -       | -       | -       |
|           | Lugano U20 | Elite Jr. A       | 21                | 16                | 14                | 30                | 10                | 3       | 2       | 0       | 2       | 0       |
|           | Ceresio    | Switzerland3      | 8                 | 4                 | 2                 | 6                 | 6                 |         |         |         |         |         |
| 2011-2012 | Lugano     | NLA               | 0                 | 0                 | 0                 | 0                 | 0                 |         |         |         |         |         |
|           | Lugano U20 | Elite Jr. A       | 0                 | 0                 | 0                 | 0                 | 0                 |         |         |         |         |         |
|           | Basel      | NLB               | 0                 | 0                 | 0                 | 0                 | 0                 |         |         |         |         |         |

### Nazionale
| Stagione  | Livello               | Risultati        | Risultati | Risultati | Risultati | Risultati | Risultati |
| Stagione  | Livello               | Competizione     | P         | G         | A         | Pt        | PIM       |
| --------- | --------------------- | ---------------- | --------- | --------- | --------- | --------- | --------- |
| 2010-2011 | Switzerland U19 (all) | International-Jr | 8         | 0         | 2         | 2         | 2         |
| 2011-2012 | Switzerland U20 (all) | International-Jr | 2         | 0         | 0         | 0         | 2         |